# Tiburnia

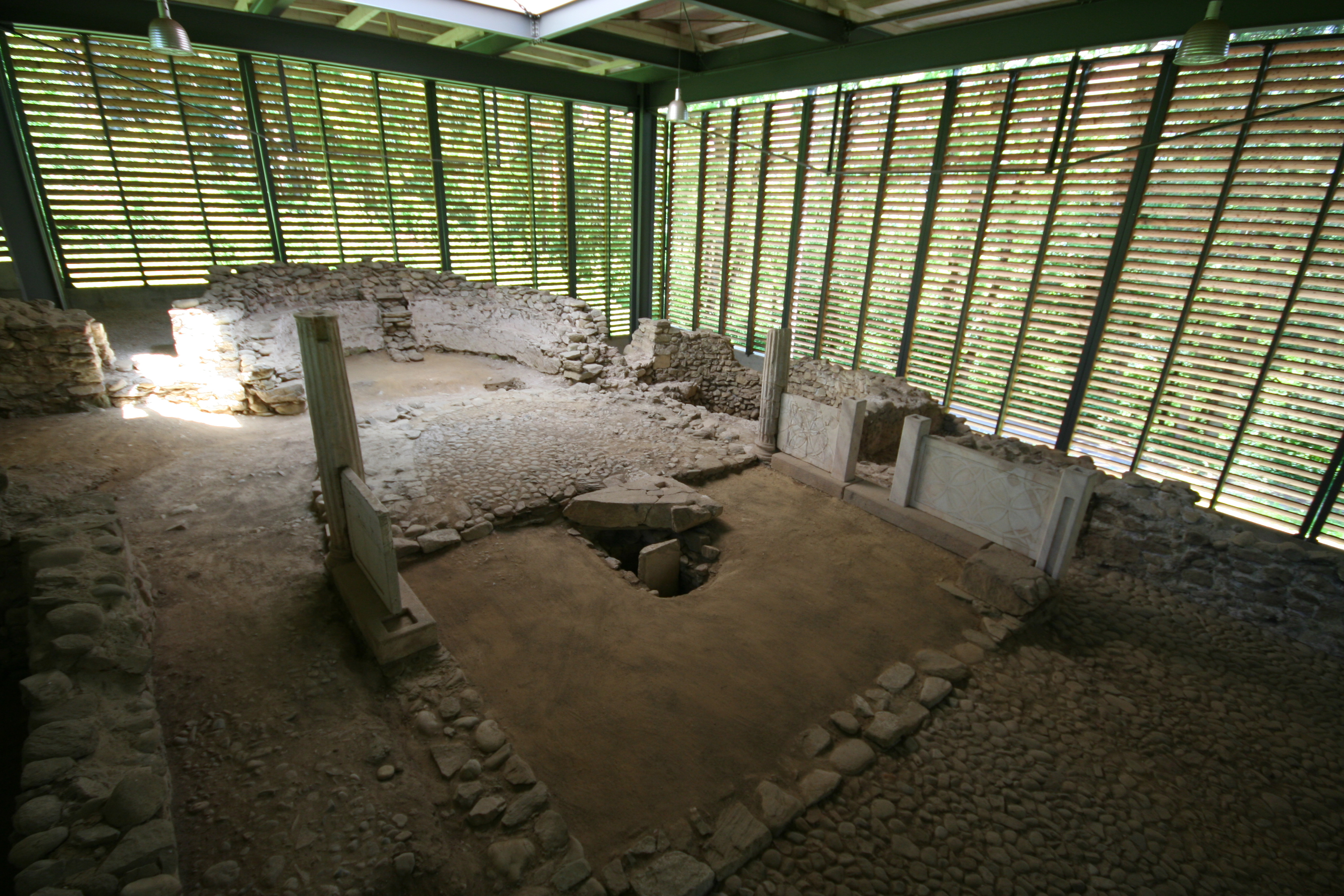
Pozostałości katedry diecezjalnej w Teurni

Tiburnia – stolica historycznej diecezji (łac.  dioecesis Tiburniensis) w Cesarstwie rzymskim w prowincji Noricum, sufragania patriarchatu w Akwilei istniejąca od III do VI wieku. 
Współcześnie Teurnia (Tiburnia) jest stanowiskiem archeologicznym niedaleko miasta Lurnfeld. Obecnie katolickie biskupstwo tytularne. 

## Biskupi tytularni
| Lp. | Biskup                         | Funkcja                                                | Od               | Do                   |
| --- | ------------------------------ | ------------------------------------------------------ | ---------------- | -------------------- |
| 1   | Emilio Benavent Escuín         | biskup koadiutor Granady (Hiszpania)                   | 26 sierpnia 1968 | 3 lutego 1974        |
| 2   | Donato Squicciarini            | nuncjusz apostolski                                    | 31 sierpnia 1978 | 5 marca 2006         |
| 3   | Víctor René Rodríguez Gómez    | biskup pomocniczy Texcoco (Meksyk)                     | 13 maja 2006     | 25 października 2012 |
| 4   | Victor Manuel Fernández        | rektor Papieskiego Katolickiego Uniwersytetu Argentyny | 13 maja 2013     | 2 czerwca 2018       |
| 5   | Andrés Gabriel Ferrada Moreira | urzędnik Kurii Rzymskiej (Chile)                       | 8 września 2021  |                      |